# Championnat du Timor oriental de football
Le championnat de Timor oriental de football appelé Primeira Divisaun est une compétition de football organisée depuis 2015 sous l'égide de la Fédération du Timor oriental de football. Lors de l'édition 2023, dix formations sont regroupées au sein d'une poule unique où elles s'affrontent à deux reprises. En fin de saison, le vainqueur du championnat peut participer à la Coupe de l'AFC (sous condition d'avoir une licence validée par l'AFC) tandis que les deux derniers sont relégués en deuxième division, la Segunda Divisaun.

## Palmarès
- 2015-2016 : Sport Laulara e Benfica
- 2017 : Karketu Dili FC
- 2018 : Boavista FC Timor-Leste
- 2019 : Lalenok United
- 2020 : Non disputé
- 2021 : Karketu Dili FC
- 2022 : Non disputé
- 2023 : Karketu Dili FC
- 2024 : Non disputé
- 2025 : Karketu Dili FC